# Gomorra (libro)
Gomorra - Viaggio nell'impero economico e nel sogno di dominio della camorra es la primera obra del escritor italiano Roberto Saviano. Publicado en 52 países, ha vendido 2.250.000 copias en Italia, y unos 10 millones en el resto del mundo, siendo elegido por la RAI como el libro del año de 2008 en Italia.

## Trama
Saviano funde en forma de novela hechos autobiográficos, periodismo de investigación y análisis social para describir a la Camorra -la mafia napolitana- en sus dimensiones económicas, empresariales, sociales y ambientales. Para esto el autor emplea un estilo rico en imágenes y una prosa ágil, de estilo periodístico más que puramente literario, dejando de lado todo afán de romanticismo y glamour en su descripción de la mafia, para mostrarla como un simple negocio basado en la violencia y la codicia, sin aceptar reglas ni límites sociales o familiares.
El libro se propone contar los mecanismos con los que el mundo camorrista de la Campania y de la periferia napolitana ha extendido sus horizontes de negocios ilegales a nivel internacional, consiguiendo la complicidad de la clase política y empresarial italiana, sea por acción u omisión. También muestra el mecanismo de respaldo social con que cuenta el "Sistema" -como se llama a la camorra en el libro- para recibir el apoyo explícito o implícito de muchísimos residentes de Campania en tanto la mafia opera -en la práctica- como empleador, cliente, o socio, de innumerables trabajadores y negocios legales. 
También el autor denuncia el elevadísimo nivel de codicia de los jefes mafiosos, incluso perjudicando a las comunidades del sur italiano: por ejemplo, denuncia el muy lucrativo negocio de la Camorra que consiste en cobrar a las industrias del rico norte de Italia por "tratamiento" de peligrosos residuos tóxicos", pero tales residuos son simplemente trasladados por la mafia a las regiones del sur para ser arrojados allí en campos y playas, contaminando tierras y aguas. En el libro aparecen además historias de las principales familias camorristas como el Clan Di Lauro, los Nuvoletta, o el Clan dei Casalesi.

## Premios
- Premio Viareggio - Opera Prima 2006;
- Premio Giancarlo Siani 2006;
- Premio Lo Staniero 2006;
- Premio Elsa Morante - Narrativa Impegno Civile 2006;
- Premio "Stephen Dedalus" 2006;
- Premio Letterario Edoardo Kihlgren - Opera Prima 2006;
- Premio Tropea 2007;
- Premio Vittorini per l'impegno civile 2007.
- Premio Guido Dorso 2007.
- Premio TG1 Benjamin 2007.

## Traducciones
Los derechos Gomorra han sido adquiridos en 33 países, situándose en las listas de superventas en Alemania, Holanda, España, Francia, Suecia y Finlandia, además de estar entre los 10 libros más vendidos en línea.

## Adaptaciones
En 2008 se realizó una adaptación cinematográfica, con el mismo nombre, dirigida por Matteo Garrone y producida por la productora Fandango. La película fue de las más vistas del año en Italia: alcanzó unos ingresos de diez millones de euros aproximadamente y consiguió el gran premio del jurado en el  Festival de Cannes.
También en 2008 se realizó una adaptación para teatro, por parte del director Mario Gelardi, en la que se profundiza en alguno de los personajes del libro.
En mayo de 2014 se estrenó la serie de televisión Gomorra: La serie, producida por Sky Italia y bajo la dirección de Stefano Sollima.

## Controversia
El éxito internacional del libro le ha generado a Saviano numerosas amenazas de muerte provenientes de algunas de las principales redes mafiosas de la Camorra. El propio autor reconoce que el éxito de su novela le ha condenado a muerte, por lo cual habitualmente, Saviano es escoltado en toda aparición pública por cuatro carabinieri.